# Þorgils Hölluson
Þorgils Hölluson (Thorgils, 986 - 1020) fue un caudillo vikingo y goði de Hörðudalstunga, Dalasýsla en Islandia. Es un personaje de la saga de Laxdœla, saga Eyrbyggja y de Þorgils saga Höllusonar que lleva su nombre, obra hoy perdida. Era hijo de Snorri Álfsson, pero Þorgils ostentaba el nombre de su madre Halla, en lugar del patronímico. Aunque era poco habitual, no era extraño en las sociedades germánicas donde la figura matriarcal dominaba algunas veces el clan familiar, a menudo porque el padre había fallecido antes del nacimiento del infante. El mismo caso aparece en la saga Droplaugarsona. 
Según la saga, Þorgils era un «hombre alto y bien plantado, pero no se podía decir que fuera un hombre justo». Se alineó con los enemigos de Snorri Goði quien lo consideraba un entrometido y un arrogante. Según la saga de Laxdœla, fue culpable indirecto de la muerte del segundo marido de Guðrún Ósvífursdóttir y pretendiente a ser su cuarto marido, precisamente en un momento cuando Snorri buscaba una excusa como venganza por la muerte de Bolli Þorleiksson. Snorri apoyaba a Þorkell Eyjólfsson como mejor candidato para Guðrún, pero ella había prometido a Þorgils que no se casaría con ningún otro hombre en la tierra, si mataba al asesino de Bolli.
Según la saga de Laxdœla era un excepcional jurista, muy versado en la ley islandesa. Þorleikur Bollison, hijo mayor del malogrado Bolli, pasaba mucho tiempo en su hacienda y aprendió mucho con él.
Estuvo implicado en la muerte de Helgi Harðbeinsson, también en la confiscación del goðorð de otro goði llamado Þórarinn que estaba arruinado; Auðgísl, su hijo humillado, clamó venganza y mató a Þorgils de un hachazo, y a su vez Auðgísl fue abatido por Halldór Armoðsson, hijo de Armoður Þorgrímsson. Este final favoreció los propósitos de Snorri Goði.